# Synagoge (Bad Nieuweschans)

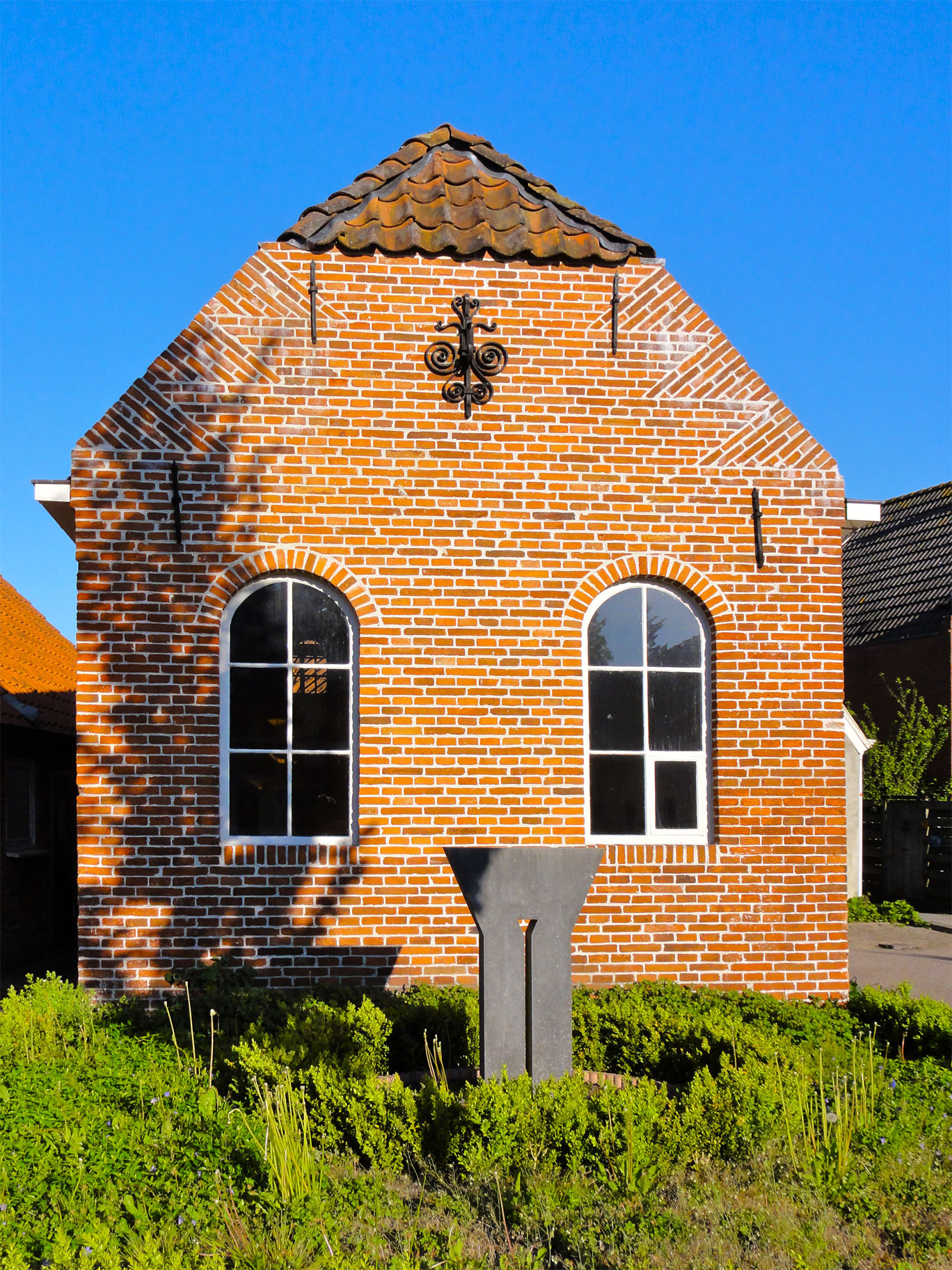
Het gebouw van de voormalige synagoge van Nieuweschans aan de Achterstraat 40 anno 2011

De synagoge in Bad Nieuweschans werd in 1811 gevestigd in een pand aan de Achterstraat 40 in de voormalige vestingstad Nieuweschans in de Nederlandse provincie Groningen.

## Geschiedenis

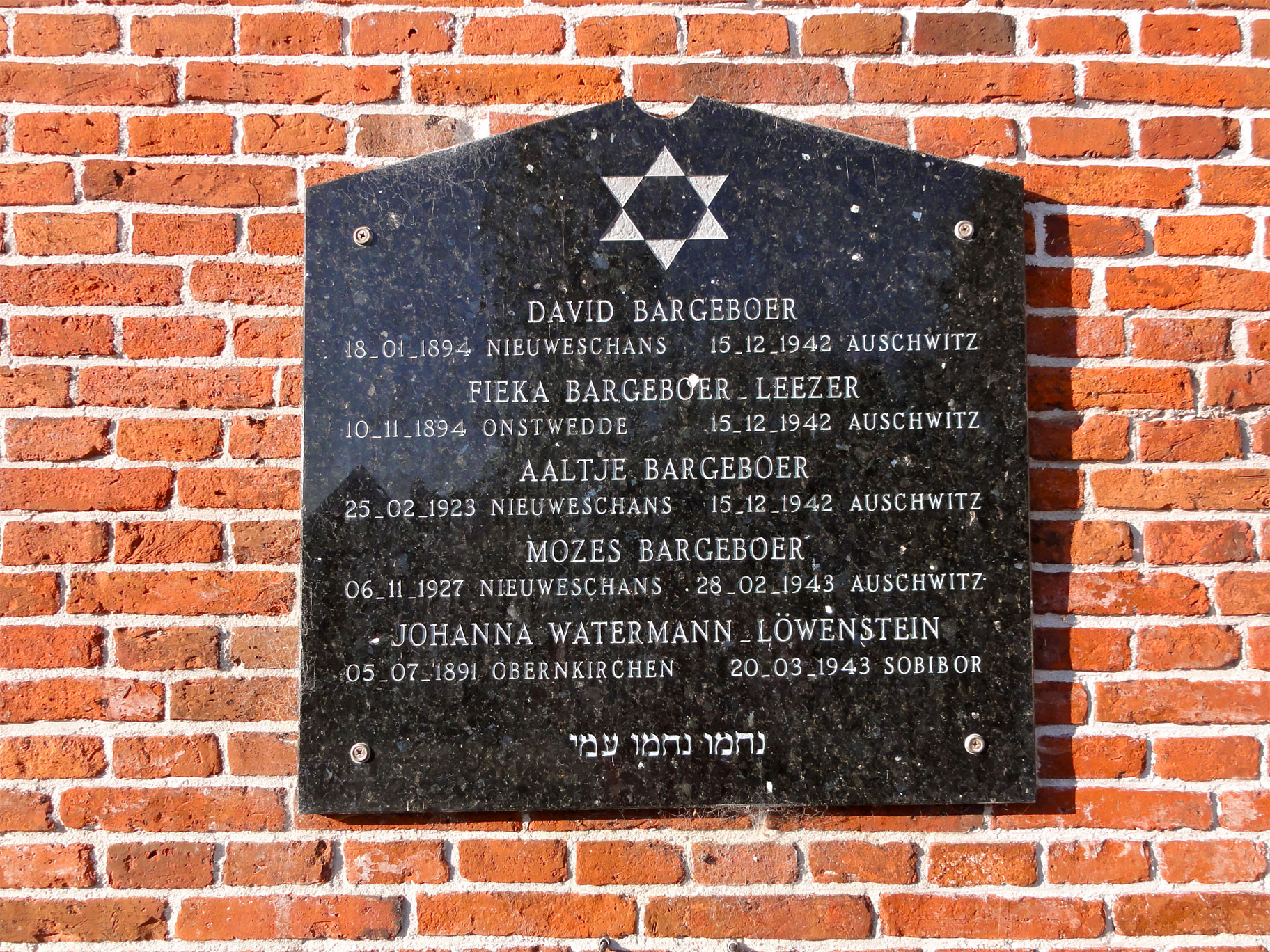
Gedenkteken ter nagedachtenis aan vermoorde Joden uit Nieuweschans

Al sinds 1630 vestigden uit Duitsland afkomstige Joden zich in het op de grens van Nederland en Duitsland gelegen vestingstadje Nieuweschans. Er kon samen met de joodse gemeenschap van het nabijgelegen Bellingwolde één gemeente worden gevormd. In 1811 kreeg deze gemeenschap de beschikking over een gebouwtje, dat achter de bebouwing van de Achterstraat in Nieuweschans was gelegen. Tot 1925 heeft dit gebouw dienstgedaan als synagoge van de joodse gemeenschap van Nieuweschans en Bellingwolde. Door de terugloop van het aantal joodse inwoners in de jaren twintig van de 20e eeuw kon het quorum voor het gemeenschappelijk gebed in de synagoge niet meer gehaald worden. Het gebouw werd verkocht en van de opbrengst kon in 1934 een bidlokaal in Bellingwolde worden gerealiseerd.
De gemeenschap beschikte over twee begraafplaatsen. Eén begraafplaats ligt in Bad Nieuweschans net buiten de vestingwal aan de Bunderpoort. De tweede begraafplaats bevindt zich in het dorp Bellingwolde.
Tijdens de Tweede Wereldoorlog zijn alle joodse inwoners van Nieuwe Schans, op twee na, weggevoerd en door de Duitsers vermoord. Een plaquette aan de muur van de voormalige synagoge herinnert aan enkele van de weggevoerde en vermoorde Joden uit Nieuweschans. Na de oorlog werd de gemeente samengevoegd met de joodse gemeente van Stadskanaal.
Het voormalige synagogegebouw aan de Achterstraat is erkend als rijksmonument en is sedert 2004 in het bezit van de Stichting Vrienden van de Nieuwe Schans.